# Бойко, Борис (футболист)
Бори́с Г. Бо́йко — советский футболист, вратарь.
В 1946—1948 годах играл за «Динамо» Сталинабад. Сезон 1948 года команда начала в первой группе, но вскоре вместе с рядом команд была переведена на класс ниже; Бойко в первой группе провёл один матч — против московского «Динамо» (0:4). В чемпионате 1949 года сыграл 14 матчей за «Динамо» Ленинград, играл за команду г. Шахты.